# 拉東特·亨頓
拉東特·亨頓（英語：LaDontae Henton，1992年1月6日—）是前美國男子籃球運動員，主打小前鋒位置。現為大學母校普洛威頓斯學院球隊助理教練。

## 職業生涯
2020年11月26日，拉東特·亨頓加盟P. LEAGUE+新竹街口攻城獅，中文登錄名為「狠投」。

## 生涯數據

### P. LEAGUE+

#### 例行賽
| 賽季    | 球隊           | GP | MPG   | 2P%   | 3P%   | FT%   | RPG | APG | SPG | BPG | PPG  |
| ------- | -------------- | -- | ----- | ----- | ----- | ----- | --- | --- | --- | --- | ---- |
| 2020–21 | 新竹街口攻城獅 | 10 | 37:40 | 45.79 | 40.79 | 81.82 | 8.2 | 2.4 | 1.4 | 0.3 | 26.3 |

## 外部連結
- 拉東特·亨頓在fiba.basketball（英语）
- 拉東特·亨頓在fiba.basketball（英语）
- 拉東特·亨頓在NBA G聯盟官網（英语）
- 拉東特·亨頓在西班牙篮球甲级联赛官網（球員）（西班牙语）
- 拉東特·亨頓在P. LEAGUE+官網
- 拉東特·亨頓在Basketball-Reference.com（NBA）（英语）
- 拉東特·亨頓在Basketball-Reference.com（NBA G聯盟）（英语）
- 拉東特·亨頓在Basketball-Reference.com（國際）（英语）
- 拉東特·亨頓在Sports-Reference.com（NCAA）（英语）
- 拉東特·亨頓在Eurobasket.com（球員）（英语）
- 拉東特·亨頓在Proballers（英语）
- 拉東特·亨頓在RealGM（英语）